# カトリーヌ・アンリエット・ド・ブルボン
カトリーヌ・アンリエット・ド・ブルボン（Catherine-Henriette de Bourbon, 1596年11月11日 ルーアン - 1663年6月20日 パリ）は、ブルボン朝時代初期フランスの王室メンバー。アンリ4世王とその側妾ガブリエル・デストレの間の娘。

## 生涯
生後7日目の1596年11月17日ルーアンのサン＝トゥアン修道院で洗礼を受けた。式には英仏同盟の交渉に訪れていたイングランド女王エリザベス1世の特使も列席した。同日、父王の認知を受けて「フランスの準正された娘（Légitimée de France）」の身分を授かった。1598年に兄セザールに授与された公爵位に因み、「ヴァンドーム姫（Mademoiselle de Vendôme）」と呼ばれた。1599年の母に死に伴って兄弟と共に裕福な資産を相続した。
又従兄で第一血統親王のコンデ公アンリ2世との縁談が立ち消えになった後、1619年6月20日ルーヴル宮殿でエルブフ公シャルル2世と結婚。ヴァンドーム公家が用意した花嫁持参金は終身年金を含めて130万リーヴルの巨額に上ったが、この金のほとんどが兄セザールとの民事訴訟の費用を始めとする様々な用途に使われ、蕩尽されあるいは抵当入りした。
プランス・エトランジェだった夫の家格が自分より低かったこともあり、結婚後も王家の血筋を示す「フランスの準正された娘にして公爵夫人（Duchesse légitimée de France）」と名乗り、「C.H.L de France (Catherine-Henriette Légitimée de France)」と自署した。1663年パリのオテル・デルブフ（Hôtel d'Elboeuf）で死去した。

## 子女
夫との間に4男2女6人の子女をもうけた。
- シャルル（1620年 - 1692年） - エルブフ公
- アンリ（1622年 - 1648年） - オンブリエル修道院長
- フランソワ・ルイ（1623年 - 1694年） - アルクール伯
- フランソワ・マリー（1624年 - 1694年） - リルボンヌ公
- カトリーヌ（1626年 - 1645年） - ポルト・ロワイヤル修道院の修道女
- マリー＝マルグリット＝イニャス（1629年 - 1679年） - 「エルブフ姫（Mademoiselle d'Elboeuf）」

## 引用・脚注
1. 1 2  Pitts 2009, p. 217.
2. ↑  Gerber 2012, p. 81.
3. ↑  Spangler 2009, p. 154.